# Gastroparesia
La gastroparesia es un trastorno estomacal, en el cual el estómago sufre una parálisis que incrementa demasiado el tiempo que tarda en vaciar su contenido.
Ante la presencia de gastroparesia, el estómago no puede contraerse normalmente, y por lo tanto, no es capaz de degradar los alimentos ni propulsarlos hacia el intestino delgado en forma adecuada.

## Causas
Cuando el nervio vago, que controla los movimientos de los alimentos a través del tracto digestivo, se daña o deja de funcionar, el movimiento de los alimentos se ralentiza o detiene en el estómago.
A menudo se debe a una complicación de la diabetes tipo 1. También puede presentarse en personas que tienen diabetes tipo 2, aunque con menos frecuencia.
Otras causas incluyen: 
- Infecciones.
- Trastornos del sistema endocrino.
- Trastornos del tejido conectivo como la esclerodermia.
- Enfermedades neuromusculares.
- Causas idiopáticas (desconocidas).
- Cáncer.
- Tratamiento de radiación en el tórax o abdomen.
- Algunos tipos de quimioterapia.
- Cirugía del tracto intestinal superior.
- Cirugías que se realizan en el esófago, estómago o duodeno.
- Trastornos alimentarios como la anorexia y la bulimia.
- Ciertas drogas como los opioides y las anfetaminas.

## Síntomas
Los síntomas más comunes suelen ser:
- Náuseas.
- Vómitos.
- Sentirse lleno al empezar a comer.
- Pesadez abdominal y, o incomodidad.

Otros síntomas menos comunes son:
- Pérdida de peso.
- Palpitaciones.
- Reflujo gástrico.
- Dolor abdominal.